# Hromiwka (obwód chersoński)
Hromiwka (ukr. Громівка) – wieś na Ukrainie, w obwodzie chersońskim, w rejonie heniczeskim, w hromadzie Nowotrojićke. W 2001 liczyła 2743 mieszkańców.